# 2e régiment d'automitrailleuses
Pour les articles homonymes, voir 2e régiment.
Le 2e régiment d'automitrailleuses (2e RAM) est une unité motorisée de la cavalerie française. Créé en 1933 sous le nom de 2e groupe d'automitrailleuses, le 2e RAM prend son nom définitif au début de la Seconde Guerre mondiale et disparait à la fin de la bataille de France. 

## Historique

### 2egrouped'automitrailleuse

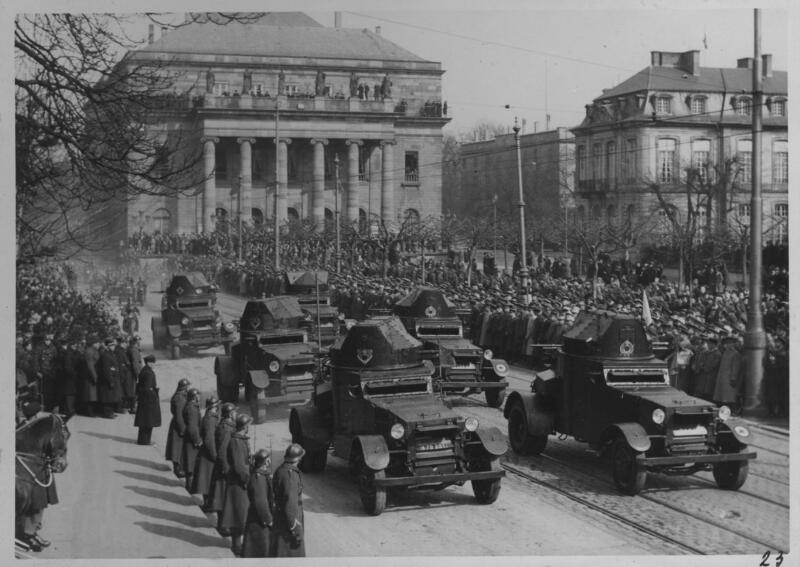
Automitrailleuses Laffly 50 du 2e GAM place Broglie, 4/10/1938.

Le 2e GAM est créé le 1er janvier 1933. En garnison à Strasbourg, il est le régiment d'automitrailleuses de la 2e division de cavalerie (2e DC). 

### Mobilisation et drôle de guerre

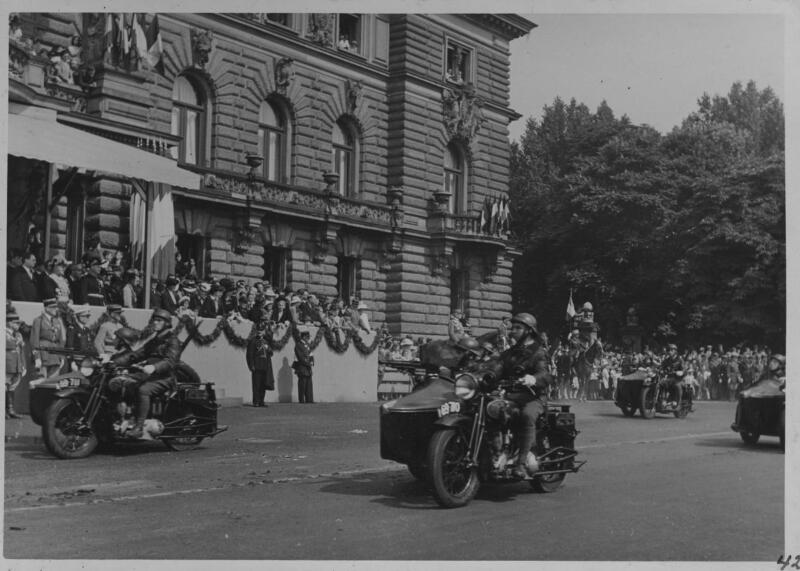
Motocyclistes du 2e GAM (sur motos René Gillet K1) défilant devant le palais du Rhin le 14/7/1939.

Le 2 septembre 1939, le 2e GAM mobilisé devient un régiment, le 2e régiment d'automitrailleuses, à six escadrons.
En octobre, la 2e DC rejoint les Ardennes. Réorganisée, elle est renommée 2e division légère en février 1940, puis 2e division légère de cavalerie en mars.

### Campagne de mai-juin 1940
La 2e DLC entre le 10 mai dans l'Ardenne belge, afin de sécuriser le flanc de la manœuvre Dyle (montée des forces alliées en Belgique). Surpris par la puissante 10e Panzerdivision qui traverse les Ardennes, le 2e RAM et sa division repassent la Meuse deux jours plus tard,,. Ils soutiennent alors les contre-attaques françaises tentant de stopper (en vain) la percée de Sedan.
Le 22 mai, la division, et d'abord sa brigade motorisée, reçoit l'ordre de rejoindre le front de la Somme. Partis le 23 et arrivés deux jours plus tard,, les restes du 2e RAM soutiennent les contre-attaques françaises devant Abbeville fin mai,.
L'offensive allemande reprend le 4 juin et les Allemand traversent la Somme le lendemain. Le 2e RAM reçoit cependant le renfort d'un escadron d'automitrailleuses du 6e groupe de reconnaissance de division d'infanterie. Sa mission est d'éclairer la retraite vers le sud de la 2e DLC. Il apparaît le 8 juin que les routes sont tenues par les Allemands et le 9e corps d'armée du général Ihler tente de se replier vers Rouen. À nouveau piégées par la capture des ponts sur la Seine près de Rouen le 9 juin, les unités françaises se replient vers Le Havre en espérant une évacuation par la mer (qui n'a pas été réalisée). Tentant de couvrir les approches de la division, le 2e RAM subit de lourdes pertes en essayant de reprendre le carrefour routier de Tôtes aux Allemands.

### Dislocation et capture
Les hommes des services du régiment, parvenus au Havre, reçoivent l'ordre de tenter leur chance isolément afin d'échapper à l'encerclement et certains y parviennent. Le reste du régiment, défendant toujours le 12 juin au matin ses positions près de Saint-Valery-en-Caux, capitule quelques heures plus tard avec tout le 9e corps,.

## Organisation et matériels
Le 2e GAM compte initialement deux escadrons :
- 1er escadron : automitrailleuses de découverte (AMD) Laffly 50 (dites White-Laffly) et motocyclistes ;
- 2e escadron : automitrailleuses de combat (AMC) Schneider P16.

Le groupe reçoit un 3e escadron le 1er juillet 1933 en incorporant le 13e escadron d'automitrailleuses de cavalerie de Metz. En 1934, le 2e escadron reçoit des automitrailleuses de reconnaissance (AMR) Renault modèle 33, les AMD servent au 1er escadron et les AMC au 3e escadron.

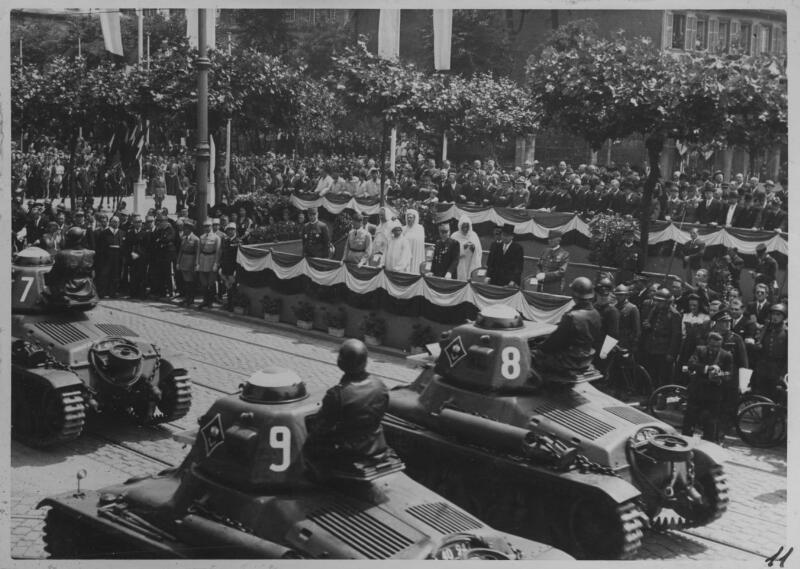
Chars H35 du 2e GAM place Broglie le 11/7/1939.

Les White-Laffly sont remplacées à la fin des années 1930 par des Panhard 178 (AMD 35P) et les AMC par des chars légers Hotchkiss H35.
Le 2e régiment d'automitrailleuses compte initialement six escadrons (deux d'AMR, un de chars légers, un d'AMD et deux de motocyclistes). En novembre et décembre 1939, les deux escadrons d'AMR quittent le 2e RAM et rejoignent des régiments de dragons portés.
Début mai 1940, le régiment compte environ 17 automitrailleuses Panhard 178 à l'escadron de découverte (1er escadron) et 14 chars H35 à l'escadron de combat (3e escadron),.
Après les pertes subies dans les Ardennes, le régiment ne compte fin mai que six à huit AMD et cinq chars en état de combattre. Ses effectifs de motocyclistes ont été divisés par deux. Le 1er escadron d'automitrailleuses du 6e groupe de reconnaissance de division d'infanterie lui apporte le renfort de trois pelotons de trois AMD Panhard 178.

## Étendard

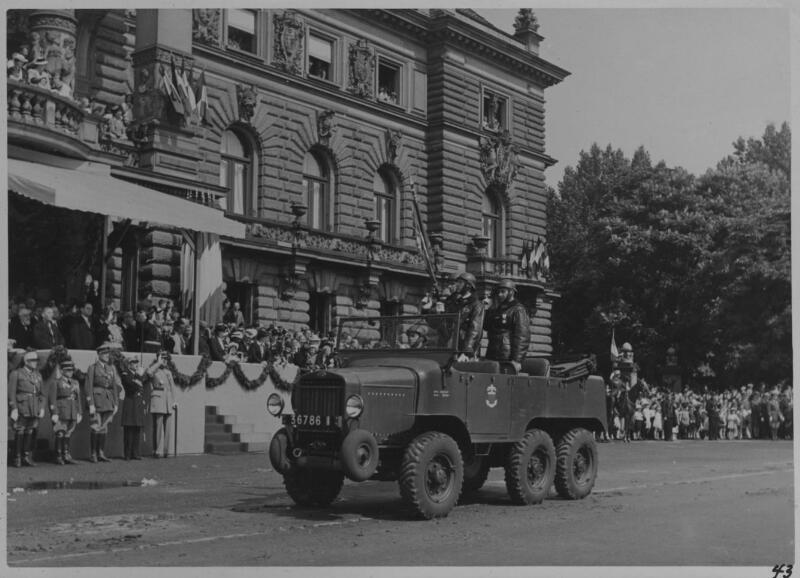
L'étendard du 3e cuirassiers défile dans un Laffly S15T du 2e GAM devant le palais du Rhin le 14/7/1939.

Dépositaire des traditions du 3e régiment de cuirassiers (finalement recréé en 1940), le 2e groupe d'automitrailleuses conservait l'étendard de ce régiment.

## Insignes

### Premier insigne
Initialement, les véhicules de l'unité portent une cigogne en vol ailes allongées brochant sur une croix de Lorraine tréflée, le tout dans un disque à pourtour blanc liséré de noir . Cet insigne est une reprise de l'insigne peint dans les escadrons d'automitrailleuses de cavalerie d'Alsace-Lorraine avant 1933.
Le disque est bicolore, tranché de la couleur de l'escadron (bleu foncé pour le 1er escadron, rouge pour le 2e, vert pour le 3e et bleu ciel pour le 4e) et de la couleur du peloton.

### Second insigne

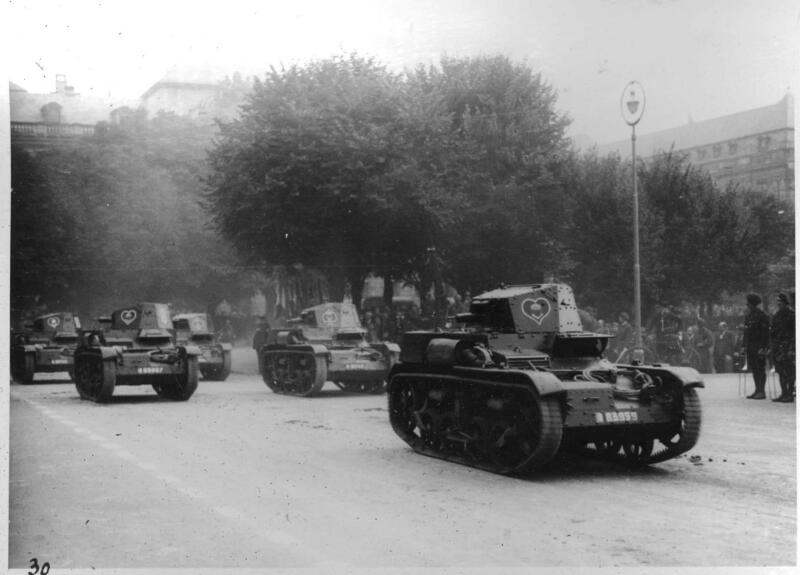
AMR 33 du 2e GAM le 14/7/1938, avec l'insigne dans un cœur, sur la tourelle.

Vers 1936, l'unité adopte un nouvel insigne, qui reprend les armes d'Anne-Louis de Thiard, marquis de Bissy, commissaire général de la cavalerie, mestre de camp du régiment du Commissaire Général cavalerie. Ce dernier devient après la Révolution le 3e régiment de cuirassiers, dont le 2e GAM est l'héritier.
L'écu est placée sur une ancre, qui rappelle que les groupes d'autos-mitrailleuses et autos-canons étaient à l'origine armés par des marins. L'écu est surmonté d'un heaume, symbole du blindage de l'unité.
Sur l'insigne réalisé en métal, l'écu est surmonté de l'inscription 2e GAM (puis 2e RAM après 1939). Sur les véhicules, l'insigne est d'abord peint directement mais après 1938 il est de taille plus petite et inscrit dans un as qui indique le peloton du véhicule (la couleur de l'as indiquant l'escadron).

## Personnalités ayant servi au2eGAMou au2eRAM
- François Huet, futur résistant et général, de 1934 à 1937[19]